# Kinderhook (village, New York)
Pour les articles homonymes, voir Kinderhook.
Ne doit pas être confondu avec Kinderhook (ville, New York).
Kinderhook est un village situé dans le comté de Columbia, dans l'État de New York, aux États-Unis,. En 2010, il comptait une population de 1 211 habitants, estimée au 1er juillet 2019 à 1 124 habitants.

## Démographie
Lors du recensement de 2010, la ville comptait une population de 1 211 habitants. Elle est estimée, en 2019, à 1 124 habitants.